# Shavkat Mirzioev
Shavkat Miromonovich Mirziyoyev (em uzbeque: Шавкат Мирзиёев, Shavkat Miromonovich Mirziyoyev; Jizaque, 24 de julho de 1957) é um político uzbeque que e atual presidente do Uzbequistão. Anteriormente, foi primeiro-ministro do Uzbequistão de 2003 a 2016.
Após a morte do presidente Islam Karimov, ele foi nomeado pela Assembleia Suprema como presidente interino do Uzbequistão em 8 de setembro de 2016. Posteriormente, ele foi eleito presidente em 4 de dezembro de 2016, conquistando 88,6% dos votos, e foi empossado em 14 de dezembro de 2016.

## Carreira política
Ele serviu como governador da região de Jizaque de 1996 a 2001, depois como governador da região de Samarcanda de 2001 até sua nomeação como primeiro-ministro em 2003. Ele foi nomeado como primeiro-ministro pelo presidente Islam Karimov em 12 de dezembro de 2003, e aprovado pelo parlamento uzbeque. Ele substituiu o primeiro-ministro Okir Sultonov. Seu vice era Ergash Shoismatov.
Mirziyoyev e Han Myeong-sook, o primeiro-ministro da Coreia do Sul, reuniram-se em Tasquente em 25 de setembro de 2006. Eles assinaram vários acordos, incluindo um acordo no qual o Uzbequistão enviaria 300 toneladas de minério de urânio uzbeque para a Coreia do Sul todos os anos de 2010 a 2014. O acordo contorna empresas norte-americanas que atuaram anteriormente como intermediários para as importações sul-coreanas de minério de urânio uzbeque. Han também se reuniu com o presidente Islam Karimov e o presidente do Parlamento Erkin Xalilov. Han e Mirziyoyev impulsionaram a cooperação nos setores de energia, agricultura, construção, arquitetura e tecnologia da informação. O comércio entre a Coreia do Sul e o Uzbequistão aumentou quase 40% entre 2005 e 2006, para US$ 565 milhões.
De acordo com um relatório de 2017 da Human Rights Watch sobre o trabalho forçado e infantil no setor de algodão do Uzbequistão, durante seu tempo como primeiro-ministro de 2003 a 2016, Mirziyoyev "supervisionou o sistema de produção de algodão, e como governador anterior de Jizaque e Samarcanda, ele estava no comando de duas regiões produtoras de algodão. A safra de 2016, quando Mirziyoyev era presidente interino e manteve o controle sobre a produção de algodão, continuou a ser definida pela mobilização involuntária em massa de trabalhadores sob ameaça de penalidade." O relatório afirma que durante uma teleconferência em 2015 com autoridades locais e agricultores, Mirziyoyev disse : "Vá para as casas dos agricultores endividados, que não podem pagar seu crédito, levar seus carros, gado, e se não houver nenhum, tire a lousa de seus telhados!"

## Vida pessoal
Ele tem duas irmãs, um meio-irmão e uma irmã. Mirziyoyev é casado com Ziroatkhon Hoshimova e tem duas filhas, um filho e cinco netos. Seu genro mais velho, Oybek Tursunov, é o atual chefe da administração presidencial de Mirziyoyev, enquanto seu genro mais novo, Otabek Shahanov, é o chefe dos serviços de segurança presidencial.

Desde que chegou ao poder, Mirziyoyev tem usado o Distrito de Qibray para uma nova residência para si mesmo, que poderia potencialmente incluir uma rodovia presidencial, e um interior que é decorado com lajes de mármore argentino e cristais Swarovski.